# Tossal Ras
El Tossal Ras és una muntanya del terme municipal de Tremp, dins de l'antic terme de Sapeira. Està situat al sector ribagorçà del terme, a ponent de la serra que separa els dos vessants d'aquest sistema muntanyós. És l'enllaç entre la serra de Gurb, que està situada al seu nord-est, i el serrat de Penafel, que és al seu sud-oest.